# Паннігерійська абетка
Паннігерійська абетка — набір із 33 латинських літер, стандартизований Національним мовним центром  (англ. National Language Center (NLC)) Нігерії у 1980-х роках. Вважається, що ця абетка дає змогу писати всіма мовами Нігерії, не використовуючи диграфи.

## Історія
У Нігерії розмовляють кількома сотнями різних мов. Через наявність великої кількості абеток на основі латини створення нігерійських друкарських машинок стало непрактичним.
У 1980-х роках Національний мовний центр (NLC) взявся за розробку єдиної абетки, придатної для письма всіма мовами країни і здатної замінити арабське письмо. За відправну точку було взято модель, запропоновану лінгвістом Кеєм Вільямсоном у 1981 році. Шрифт у 1985—1986 роках розробили Едвард Огуейджофор (Edward Oguejofor) і Віктор Манфреді (Victor Manfredi) у співпраці з NLC за технічної допомоги Германна Цапфа.

## Символи
Якщо на комп'ютері встановлено шрифт із паннігерійськими гліфами, то має відобразитися таблиця, подібна до наведеної нижче:
| Велика буква   | A | B | Ɓ | C | D | Ɗ | E | Ǝ | Ẹ | F | G |
| Маленька буква | a | b | ɓ | c | d | ɗ | e | ǝ | ẹ | f | g |
| Велика буква   | H | I | Ị | J | K | Ƙ | L | M | N | O | Ọ |
| Маленька буква | h | i | ị | j | k | ƙ | l | m | n | o | ọ |
| Велика буква   | P | R | S | Ṣ | T | U | Ụ | V | W | Y | Z |
| Маленька буква | p | r | s | ṣ | t | u | ụ | v | w | y | z |

Акут (´), гравіс (`) і циркумфлекс (ˆ) використовуються також для позначення високого, низького та спадного тонів відповідно. Середній тон (у мовах із контрастними високим, середнім і низьким тонами) ніяк не позначається.

## Клавіатура
Наведену нижче клавіатуру виготовляла для NLC компанія Olivetti.
|             |             |             |             |             |             |             |         |         |     |     |     |     |     |     |        |        |        |        |        |        |        |        |        |        |        |        |        |        |        |        |        |        |        |        |        |        |        |        |        |        |        |        |        |        |    |    |    |    |         |         |         |             |             |             |             |             |             |             |             |         |
|             |             |             |             | ˆ ˊ         | ˆ ˊ         | ˆ ˊ         | ˆ ˊ     | " 2     | " 2 | " 2 | " 2 | / 3 | / 3 | / 3 | / 3    | − 4    | − 4    | − 4    | − 4    | ₦ 5 €  | ₦ 5 €  | ₦ 5 €  | ₦ 5 €  | = 6    | = 6    | = 6    | = 6    | _ 7    | _ 7    | _ 7    | _ 7    | ǀ 8    | ǀ 8    | ǀ 8    | ǀ 8    | ( 9    | ( 9    | ( 9    | ( 9    | ) ?    | ) ?    | ) ?    | ) ?    | Ɗ      | Ɗ  | Ɗ  | Ɗ  | Ƙ  | Ƙ       | Ƙ       | Ƙ       | ⌫ Backspace | ⌫ Backspace | ⌫ Backspace | ⌫ Backspace | ⌫ Backspace | ⌫ Backspace | ⌫ Backspace | ⌫ Backspace |         |
| ↹ Tab       | ↹ Tab       | ↹ Tab       | ↹ Tab       | ↹ Tab       | ↹ Tab       | ˉ ˋ         | ˉ ˋ     | ˉ ˋ     | ˉ ˋ | W   | W   | W   | W   | E   | E      | E      | E      | R      | R      | R      | R      | T      | T      | T      | T      | Y      | Y      | Y      | Y      | U      | U      | U      | U      | I      | I      | I      | I      | O      | O      | O      | O      | P      | P      | P      | P  | Ụ  | Ụ  | Ụ  | Ụ       | Ị       | Ị       | Ị           | Ị           |             |             |             |             |             |             |         |
| ⇫ Caps Lock | ⇫ Caps Lock | ⇫ Caps Lock | ⇫ Caps Lock | ⇫ Caps Lock | ⇫ Caps Lock | ⇫ Caps Lock | A       | A       | A   | A   | S   | S   | S   | S   | D      | D      | D      | D      | F_     | F_     | F_     | F_     | G      | G      | G      | G      | H      | H      | H      | H      | J_     | J_     | J_     | J_     | K      | K      | K      | K      | L      | L      | L      | L      | Ọ      | Ọ      | Ọ  | Ọ  | Ẹ  | Ẹ  | Ẹ       | Ẹ       | Ǝ       | Ǝ           | Ǝ           | Ǝ           | ↲ Enter     | ↲ Enter     | ↲ Enter     | ↲ Enter     | ↲ Enter     |         |
| ⇧ Shift     | ⇧ Shift     | ⇧ Shift     | ⇧ Shift     | ⇧ Shift     | ⇧ Shift     | ⇧ Shift     | ⇧ Shift | ⇧ Shift | Z   | Z   | Z   | Z   | Ɓ   | Ɓ   | Ɓ      | Ɓ      | C      | C      | C      | C      | V      | V      | V      | V      | B      | B      | B      | B      | N      | N      | N      | N      | M      | M      | M      | M      | ; ,    | ; ,    | ; ,    | ; ,    | : .    | : .    | : .    | : .    | Ṣ  | Ṣ  | Ṣ  | Ṣ  | ⇧ Shift | ⇧ Shift | ⇧ Shift | ⇧ Shift     | ⇧ Shift     | ⇧ Shift     | ⇧ Shift     | ⇧ Shift     | ⇧ Shift     | ⇧ Shift     | ⇧ Shift     | ⇧ Shift |
| Ctrl        | Ctrl        | Ctrl        | Ctrl        | Ctrl        | ⊞           | ⊞           | ⊞       | ⊞       | ⊞   | Alt | Alt | Alt | Alt | Alt | Пробіл | Пробіл | Пробіл | Пробіл | Пробіл | Пробіл | Пробіл | Пробіл | Пробіл | Пробіл | Пробіл | Пробіл | Пробіл | Пробіл | Пробіл | Пробіл | Пробіл | Пробіл | Пробіл | Пробіл | Пробіл | Пробіл | Пробіл | Пробіл | Пробіл | Alt Gr | Alt Gr | Alt Gr | Alt Gr | Alt Gr | Fn | Fn | Fn | Fn | Fn      | ≡       | ≡       | ≡           | ≡           | ≡           | Ctrl        | Ctrl        | Ctrl        | Ctrl        | Ctrl        |         |

На цій клавіатурній розкладці друкарської машинки букви Q і X не передбачено, оскільки вони не входили в абетку, а цифри 0 або 1 потрібно було вводити як великі літери O та I. Клавіші сірого кольору (для сучасних комп'ютерів) були відсутні.
На сучасній комп'ютерній клавіатурі розпізнавальні цифри 0 і 1 розміщені на позиціях клавіш першого ряду при ненатиснутій клавіші SHIFT (як і інші цифри), буква Q відображається як на стандартній розкладці QWERTY, але мертві клавіші на початку першого та другого рядків потрібно перемістити до 102-клавішну клавіатуру, на початок першого рядка (зменшуючи ширину лівої клавіші SHIFT) і до зміщеної позиції нової клавіші, призначеної цифрі 0 у першому рядку.
У всіх випадках клавіша Enter може бути різною — L-подібною на двох рядках або горизонтальною клавішею лише в третьому рядку (зі зміщенням клавіші, призначеної літері Ǝ, у кінець другого рядка).

### Мобільні пристрої
Деякі екранні клавіатури смартфонів, як-от Swiftkey, Touchpal, Multiling і африканські клавіатури, повністю підтримують паннігерійські абетки.